# Híres operettek
A Híres operettek egy 21. századi magyar nyelvű könyvsorozat. A Kossuth Kiadó gondozásában 2013-ban Budapesten megjelent kötetek az operett műfajából mutatta be a nevezetes alkotásokat CD-melléklettel:
- 1. Kálmán Imre: A csárdáskirálynő
- 2. Kacsóh Pongrác: János vitéz
- 3. ifj. Johann Strauss: A cigánybáró
- 4. Szirmai Albert: Mágnás Miska
- 5. Lehár Ferenc: Cigányszerelem
- 6. Kálmán Imre: Marica grófnő
- 7. Fényes Szabolcs: Maya
- 8. Offenbach: Szép Heléna
- 9. Lehár Ferenc: A mosoly országa
- 10. ifj. Johann Strauss: A denevér
- 11. Jacobi Viktor: Leányvásár
- 12. Szakcsi Lakatos Béla: Szentivánéji álom
- 13. Huszka Jenő: Bob herceg
- 14. Lehár Ferenc: A víg özvegy
- 15. Zerkovitz Béla: Csókos asszony
- 16. Kálmán Imre: A bajadér
- 17. Eisemann Mihály: Bástyasétány 77.
- 18. Huszka Jenő: Lili bárónő
- 19. Ábrahám Pál: Viktória
- 20. Jávori Ferenc Fegya: Menyasszonytánc